# Marka zamienna
Marka zamienna (bośn. konvertibilna marka, serb. конвертибилна марка, ang. convertible mark) – jednostka monetarna Bośni i Hercegowiny.
Symbol: KM, kod walutowy ISO 4217: BAM.
W 1998 roku marka zastąpiła dinary bośniackie, dinary Republiki Serbskiej i kuny.
Kurs marki związany był z marką niemiecką po kursie sztywnym 1:1. Po wprowadzeniu euro sztywny kurs marki transferowej do euro wynosi 1 EUR = 1,95583 KM.
1 marka zamienna = 100 fenigów zamiennych.